# Емблема на Военновъздушните сили на България
Емблемата на Военновъздушните сили на България е знак, който се поставя върху тялото, опашката и крилата на летателните машини на Военновъздушните сили на България с цел разпознаването им във въздуха и на земята.

## История
Първата емблема на ВВС на България се появява през 1915 г. по време на Първата световна война. Емблемата представлява черен тевтонски (немски) кръст по примера на немската авиация. След краха на България във войната победителките изрично настояват България да няма ВВС. През 1937 г. ВВС на България биват възстановени, а с тях се появява нова емблема. Емблемата представлява червен кръг с вписан в него червен малтийски кръст със златни кантове. Върху кръста е поставен червен кръг вписан в бял кръг и двата със златни кантове. В червения кръг има изправен обърнат хералдически надясно златен лъв. Зад малтийския кръст има две кръстосани златни шпаги. Тази емблема престоява на самолетите на България до включването ѝ във Втората световна война. Тогава на българските самолети е поставен стилизиран Андреевски кръст - черен символ X, вписан в бял квадрат с черни кантове. С преминаването на България на страната на съюзниците е променена и емблемата на ВВС. Емблемата представлява червен кръг, вписан в бял кръг, а двата кръга са пресечени със зелен правоъгълник. Тази емблема се използва до края Втората световна война. Временно емблемата е променена на три вписани един в друг кръга с цветове отвън навътре – бял, зелен, червен. През 1948 г. е приета нова емблема, която представлява червена петолъчка с бял кант, в която са вписани три кръга с цветове отвън навътре – червен, зелен, бял. Тази емблема се задържа най-дълго – 44 години. След промените в началото на 1990-те е променена и емблемата, като от нея е махната червената петолъчка. Сегашната емблема представлява три вписани един-в друг кръга с цветове отвън – навътре: червен, зелен бял.

## Галерия
Исторически опознавателни знаци на ВВС
- 1915 – 1918
- 1937 – 1941
- 1941 – 1944
- 1944 – 1946
- 1946 – 1948
- 1948 – 1992

- 1915 – 1918
- 1937 – 1941
- 1941 – 1944
- 1941 – 1944
- 1948 – 1992
- 1948 – 1992

Съвременна емблема на ВВС
- МиГ-29
- Pilatus PC-9M
- Aero L-39ZA Albatros
- Alenia C-27J Spartan
- Мил Ми-17
- Eurocopter AS532 Cougar